# Le Mock
Pour les articles homonymes, voir Mock.
Le Mock est un duo de vidéastes français créé en 2015 et l'une des plus grosse chaîne YouTube francophone spécialisée dans la vulgarisation littéraire. Le groupe est composé de « Pierrot » (journaliste) et « Redek » (professeur agrégé de littérature).

## Historique
Pierrot et Redek se rencontrent en 2013 en classes préparatoires littéraires à Lyon. Le premier s’en détourne pour des études à Sciences Po et un master d’histoire contemporaine à la Sorbonne, le second y demeure puis passe l'agrégation de lettres modernes avant de rejoindre un collège de la région de Compiègne.
En 2019, la chaîne atteint 55 000 abonnés et est alors considérée comme l’une des principales chaînes YouTube francophones consacrées à la littérature.

## Réalisations notables
- En 2015, analyse critique de Madame Bovary de Gustave Flaubert[6].
- En 2016, sortie d'un court métrage sur Œdipe roi de Sophocle[7].
- En 2017 et 2018, en association avec Lectura Plus, coordinateur des fonds patrimoniaux littéraires de la région de Lyon, Le Mock produit une série de vidéos : Les Booktubes du patrimoine[8].
- En 2019, mise en musique du poème Requiem de la poétesse russe Anna Akhmatova sur une musique conçue par la compositrice Flora Fischbach[9].